# Funktionalanalysis
Die Funktionalanalysis ist der Zweig der Mathematik, der sich mit der Untersuchung von unendlichdimensionalen topologischen Vektorräumen und Abbildungen auf solchen befasst. Hierbei werden Analysis, Topologie und Algebra verknüpft. Ziel dieser Untersuchungen ist es, abstrakte Aussagen zu finden, die sich auf verschiedenartige konkrete Probleme anwenden lassen. Die Funktionalanalysis ist der geeignete Rahmen zur mathematischen Formulierung der Quantenmechanik und zur Untersuchung partieller Differentialgleichungen.

## Grundlegende Begriffe
Von zentraler Bedeutung sind die Begriffe
- Funktional für eine Abbildung von Vektoren (z. B. Funktionen) auf skalare Größen und
- Operator für eine Abbildung von Vektoren auf Vektoren. Der Begriff des Operators ist eigentlich viel allgemeiner. Sinnvollerweise betrachtet man sie jedoch auf algebraisch und topologisch strukturierten Räumen, wie z. B. topologischen, metrischen oder normierten Vektorräumen aller Art.

Beispiele für Funktionale sind die Begriffsinhalte Folgengrenzwert, Norm, bestimmtes Integral oder Distribution. Beispiele für Operatoren sind etwa Differentiation, unbestimmtes Integral, quantenmechanische Observable oder Shift-Operatoren für Folgen.
Grundbegriffe der Analysis wie Stetigkeit, Ableitungen usw. werden in der Funktionalanalysis auf Funktionale und Operatoren erweitert. Gleichzeitig weitet man die Resultate der linearen Algebra (beispielsweise den Spektralsatz) auf topologisch lineare Räume (beispielsweise Hilberträume) aus, was mit sehr bedeutsamen Ergebnissen verbunden ist.
Die historischen Wurzeln der Funktionalanalysis liegen im Studium der Fourier-Transformation und ähnlicher Transformationen und der Untersuchung von Differential- und Integralgleichungen. Der Wortbestandteil „funktional“ geht auf die Variationsrechnung zurück. Als Begründer der modernen Funktionalanalysis gelten Stefan Banach, Frigyes Riesz und Maurice René Fréchet. Weitere Beiträge stammen von z. B. Eduard Helly, Mark Grigorjewitsch Krein, John von Neumann, Alexander Grothendieck, Nicolas Bourbaki.

## Topologische Vektorräume
Grundlage der Funktionalanalysis sind Vektorräume über den reellen oder komplexen Zahlen.
Der Grundbegriff ist hier der topologische Vektorraum, der dadurch gekennzeichnet ist, dass die Vektorraumverknüpfungen stetig sind, etwas konkreter werden auch lokalkonvexe topologische Vektorräume und Fréchet-Räume untersucht. Wichtige Aussagen sind dabei der Satz von Hahn-Banach, der Satz von Baire und der Satz von Banach-Steinhaus. Insbesondere in der Lösungstheorie partieller Differentialgleichungen spielen diese eine wichtige Rolle, darüber hinaus in der Fredholm-Theorie.

## Normierte Räume, Banachräume
Der wichtigste Spezialfall lokalkonvexer topologischer Vektorräume sind normierte Vektorräume. Sind diese zusätzlich vollständig, dann heißen sie Banachräume. Noch spezieller betrachtet man Hilberträume, bei denen die Norm von einem Skalarprodukt erzeugt wird. Diese Räume sind von grundlegender Bedeutung für die mathematische Formulierung der Quantenmechanik. Ein wichtiger Untersuchungsgegenstand sind stetige lineare Operatoren auf Banach- oder Hilberträumen.
Hilberträume können vollständig klassifiziert werden: Für jede Mächtigkeit einer Orthonormalbasis existiert (bis auf Isomorphie) genau ein Hilbertraum zu einem Körper. Da endlich-dimensionale Hilberträume von der linearen Algebra erfasst werden und jeder Morphismus zwischen Hilberträumen in Morphismen von Hilberträumen mit abzählbarer Orthonormalbasis zerlegt werden kann, betrachtet man in der Funktionalanalysis hauptsächlich Hilberträume mit abzählbarer Orthonormalbasis und ihre Morphismen. Diese sind isomorph zum Folgenraum {\displaystyle \ell ^{2}} aller Folgen mit der Eigenschaft, dass die Summe der Quadrate aller Folgenglieder endlich ist.
Banachräume sind dagegen viel komplexer. Es gibt zum Beispiel keine praktisch nutzbare allgemeine Definition einer Basis, so lassen sich Basen vom unter Basis (Vektorraum) beschriebenen Typ (auch Hamelbasis genannt) im unendlich-dimensionalen Fall nicht konstruktiv angeben und sind auch stets überabzählbar (siehe Satz von Baire). Verallgemeinerungen der Hilbertraum-Orthonormalbasen führen zum Begriff der Schauderbasis, aber nicht jeder Banachraum hat eine solche.
Für jede reelle Zahl {\displaystyle p\geq 1} gibt es den Banachraum „aller Lebesgue-messbaren Funktionen, deren {\displaystyle p}-te Potenz des Betrags ein endliches Integral hat“ (siehe Lp-Raum), dieser ist genau für {\displaystyle p=2} ein Hilbertraum.
Beim Studium normierter Räume ist die Untersuchung des Dualraumes wichtig. Der Dualraum besteht aus allen stetigen linearen Funktionen vom normierten Raum in seinen Skalarkörper, also in die reellen oder komplexen Zahlen. Der Bidual, also der Dualraum des Dualraums, muss nicht isomorph zum ursprünglichen Raum sein, aber es gibt stets einen natürlichen Monomorphismus von einem Raum in seinen Bidual. Ist dieser spezielle Monomorphismus auch surjektiv, dann spricht man von einem reflexiven Banachraum.
Der Begriff der Ableitung lässt sich auf Funktionen zwischen Banachräumen zur sogenannten Fréchet-Ableitung verallgemeinern, so dass die Ableitung in einem Punkt eine stetige lineare Abbildung ist.

## Operatoren, Banachalgebren
Während die Banachräume bzw. Hilberträume Verallgemeinerungen der endlich-dimensionalen Vektorräume der linearen Algebra darstellen, verallgemeinern die stetigen, linearen Operatoren zwischen ihnen die Matrizen der linearen Algebra. Die Diagonalisierung von Matrizen, die eine Matrix als direkte Summe von Streckungen von sogenannten Eigenvektoren darzustellen versucht, erweitert sich zum Spektralsatz für selbstadjungierte oder normale Operatoren auf Hilberträumen, was zur mathematischen Formulierung der Quantenmechanik führt. Die Eigenvektoren bilden die quantenmechanischen Zustände, die Operatoren die quantenmechanischen Observablen.
Da Produkte von Operatoren wieder Operatoren sind, erhält man Algebren von Operatoren, die mit der Operatornorm Banachräume sind, so dass für zwei Operatoren {\displaystyle A} und {\displaystyle B} auch die multiplikative Dreiecksungleichung {\displaystyle \|A\circ B\|\leq \|A\|\|B\|} gilt. Dies führt zum Begriff der Banachalgebra, deren zugänglichste Vertreter die C*-Algebren und Von-Neumann-Algebren sind.
Zur Untersuchung lokalkompakter Gruppen {\displaystyle G} zieht man den Banachraum {\displaystyle L^{1}(G)} der bezüglich des Haarmaßes integrierbaren Funktionen heran, der mit der Faltung als Multiplikation zu einer Banachalgebra wird. Dies begründet die Harmonische Analyse als funktionalanalytischen Zugang zur Theorie der lokalkompakten Gruppen; die Fourier-Transformation ergibt sich bei dieser Sichtweise als Spezialfall der in der Banachalgebren-Theorie untersuchten Gelfand-Transformation.

## Partielle Differentialgleichungen
Die Funktionalanalysis bietet einen geeigneten Rahmen zur Lösungstheorie partieller Differentialgleichungen. Solche Gleichungen haben häufig die Form {\displaystyle Du\,=f}, wobei die gesuchte Funktion {\displaystyle u} und die rechte Seite {\displaystyle f} Funktionen auf einem Gebiet {\displaystyle \Omega \subset \mathbb {R} ^{n}} sind und {\displaystyle D} ein Differentialausdruck ist. Dazu kommen sogenannte Randbedingungen, die das Verhalten der gesuchten Funktion {\displaystyle u} auf dem Rand {\displaystyle \partial \Omega } von {\displaystyle \Omega } vorschreiben. Ein Beispiel für einen solchen Differentialausdruck ist etwa der Laplace-Operator {\displaystyle \textstyle D={\frac {\partial ^{2}}{\partial x_{1}^{2}}}+\dotsb +{\frac {\partial ^{2}}{\partial x_{n}^{2}}}}, weitere wichtige Beispiele ergeben sich aus der Wellengleichung oder aus der Wärmeleitungsgleichung.
Der Differentialausdruck wird nun als Operator zwischen Räumen differenzierbarer Funktionen angesehen, im Beispiel des Laplace-Operators etwa als Operator zwischen dem Raum der zweimal stetig differenzierbaren Funktionen und dem Raum der stetigen Funktionen auf {\displaystyle \Omega }. Derartige Räume von im klassischen Sinne differenzierbaren Funktionenräumen erweisen sich allerdings für eine erschöpfende Lösungstheorie als ungeeignet. Durch Übergang zu einem allgemeineren Differenzierbarkeitsbegriff (schwache Ableitung, Distributionstheorie) kann man den Differentialausdruck als Operator zwischen Hilberträumen, sogenannten Sobolew-Räumen, die aus geeigneten L2-Funktionen bestehen, ansehen. In diesem Rahmen lassen sich in wichtigen Fällen befriedigende Sätze über Existenz und Eindeutigkeit von Lösungen beweisen. Dazu werden Fragen wie die Abhängigkeit von der rechten Seite {\displaystyle f}, sowie Fragen nach der Regularität, das heißt Glattheitseigenschaften der Lösung {\displaystyle u} in Abhängigkeit von Glattheitseigenschaften der rechten Seite {\displaystyle f}, mit funktionalanalytischen Methoden untersucht. Dies lässt sich weiter auf allgemeinere Raumklassen, etwa Räume von Distributionen, verallgemeinern. Ist die rechte Seite {\displaystyle f} gleich der Delta-Distribution und hat man für diesen Fall eine Lösung gefunden, eine sogenannte Fundamentallösung, so kann man in manchen Fällen Lösungen für beliebige rechte Seiten mittels Faltung konstruieren.
In der Praxis werden numerische Methoden zur näherungsweisen Bestimmung von Lösungen solcher Differentialgleichungen herangezogen, etwa die Finite-Elemente-Methode, insbesondere dann, wenn keine Lösung in geschlossener Form angegeben werden kann. Auch bei der Konstruktion solcher Näherungen und der Bestimmung der Approximationsgüte spielen funktionalanalytische Methoden eine wesentliche Rolle.

### Lehrbücher (Einstieg)
- Dirk Werner: Funktionalanalysis (= Springer-Lehrbuch). 8., vollständig überarbeitete  Auflage. Springer Spektrum, Berlin 2018, ISBN 978-3-662-55406-7, doi:10.1007/978-3-662-55407-4.
- Hans Wilhelm Alt: Linear Functional Analysis (= Universitext). Springer London, London 2016, ISBN 978-1-4471-7279-6, doi:10.1007/978-1-4471-7280-2 (englisch).
- Jürgen Voigt: A Course on Topological Vector Spaces (= Compact Textbooks in Mathematics). Springer International Publishing, Cham 2020, ISBN 978-3-03032944-0, doi:10.1007/978-3-030-32945-7 (englisch).

### Monografien und Weiterführend
- V. Hutson, J. S. Pym, Michael J. Cloud: Applications of functional analysis and operator theory (= Mathematics in science and engineering. Band 200). 2. Auflage. Elsevier, Amsterdam; Boston 2005, ISBN 978-0-444-51790-6 (englisch).
- Martin Schechter: Principles of Functional Analysis (= Graduate studies in mathematics. Band 36). 2. Auflage. American Mathematical Society, Providence, RI 2002, ISBN 978-0-8218-2895-3 (englisch).

### Historie und Andere
- Harro Heuser u. a.: Contributions to Functional Analysis. Springer Berlin Heidelberg, Berlin, Heidelberg 1966, ISBN 978-3-642-85999-1, doi:10.1007/978-3-642-85997-7 (englisch).
- Albrecht Pietsch: History of Banach Spaces and Linear Operators. Birkhäuser Boston, Boston, MA 2007, ISBN 978-0-8176-4367-6, doi:10.1007/978-0-8176-4596-0 (englisch).

### Klassische Werke
- Harro Heuser: Funktionalanalysis: Theorie und Anwendung (= G. Köthe, K.-D. Bierstedt, G. Trautmann [Hrsg.]: Mathematische Leitfäden). Vieweg+Teubner Verlag, Wiesbaden 1986, ISBN 978-3-519-12206-7, doi:10.1007/978-3-322-96755-8.
- Friedrich Hirzebruch, Winfried Scharlau: Einführung in die Funktionalanalysis (= Hochschultaschenbuch). Unveränd. Nachdr. d. 1. Aufl. v. 1971. Spektrum, Akad. Verl, Heidelberg Berlin Oxford 1996, ISBN 978-3-86025-429-5 (mpg.de [PDF]).
- A.N. Kolmogorow, S.W. Fomin: Reelle Funktionen und Funktionalanalysis (= Hochschulbücher für Mathematik. Band 78). Deutscher Verlag der Wissenschaften, Berlin 1975.
- Reinhold Meise, Dietmar Vogt: Einführung in die Funktionalanalysis. Vieweg+Teubner Verlag, Wiesbaden 1992, ISBN 978-3-528-07262-9, doi:10.1007/978-3-322-80310-8.
- Friedrich Riesz, Béla Sz.-Nagy: Vorlesung über Funktionalanalysis (= Hochschulbücher für Mathematik. Band 27). 2. Auflage. Deutscher Verlag der Wissenschaften, 1968.
- S.L. Sobolew: Einige Anwendungen der Funktionalanalysis auf Gleichungen der mathematischen Physik. Akademie-Verlag, Berlin 1964.
- W.I. Sobolew, L.A. Ljusternik: Elemente der Funktionalanalysis (= Mathematische Lehrbücher und Monographien. Band 8). 3. Auflage. Akademie-Verlag, Berlin 1965.
- Angus Ellis Taylor, David C. Lay: Introduction to Functional Analysis. 2nd Auflage. Wiley, New York 1980, ISBN 978-0-471-84646-8.
- Kosaku Yosida: Functional Analysis (= Classics in Mathematics. Band 123). Springer Berlin Heidelberg, Berlin, Heidelberg 1995, ISBN 978-3-540-58654-8, doi:10.1007/978-3-642-61859-8.